# Кафолическая православная церковь Португалии
Кафолическая православная церковь Португалии (порт. Igreja católica ortodoxa de Portugal, ранее Православная церковь Португалии, порт. Igreja Ortodoxa de Portugal) — неканоническая юрисдикция православной традиции, приходы которой расположены в Португалии и Бразилии, Испании, а также Африке.

## История

### Португальская миссия РПЦЗ
Возникновение данной юрисдикции связано с именем португальского католического монаха Эдуарду Энрике Пинту да Роша, перешедшего в 1966 году в Русскую православную церковь заграницей с наречением имени Иоанн.
Архиепископом Женевским и Западноевропейским Антонием (Бартошевичем) Иоанн был рукоположён во иеромонаха и вскоре возведён в достоинство архимандрита. Проходил пастырское служение в Париже, где тесно соприкасался со священнослужителями западнообрядной «Французской православной церкви», возглавляемой епископом Сен-Денийским Иоанном-Нектарием (Ковалевским). Данную церковь присоединил к РПЦЗ и всячески ей помогал архиепископ Брюссельский и Западноевропейский (позднее Сан-Францисский) Иоанн (Максимович), активный миссионер, сторонник восстановления древних литургий и национальных церквей.
Пример плодотворного миссионерского служения в инославной среде священнослужителей Французской православной церкви сподвиг архимандрита Иоанна на организацию православной миссии в парижской общине португальских эмигрантов. В 1968 году архимандрит Иоанн приезжает в Португалию, где его высокая миссионерская активность привела к образованию целого ряда православных общин, которуые были объединены в Португальскую православную Миссию Русской православной церкви заграницей.
Трудами архимандрита Иоанна на португальский язык были переведены богослужебные тексты, открыта иконописная школа.
К 1972 году число новообращенных португальцев приблизилось к пятистам человек, которых окормляли шесть португальских священнослужителей.

### Португальский экзархат РПЦЗ
В 1974 году Португальская православная миссия была преобразована в Португальский экзархат Русской православной церкви заграницей, а архимандрит Иоанн (Роша) назначен епископским администратором Экзархата.
В 1976 году Португальский экзархат получил официальную государственную регистрацию под названием «Православная католическая церковь Португалии».
Несмотря на успех церковной миссии в Португалии, между архимандритом Иоанном (Рошем) архиепископом Женевским и Западноевропейским Антонием (Бартошевичем) наметился разлад.

### Португальский экзархат «Флоринского синода»
В 1978 году архимандрит Иоанн был принят в старостильный «флоринитский» Синод «Церкви истинных православных христиан» Греции, возглавляемый «архиепископом Афинским и всея Эллады» Авксентием (Пастрасом), при этом было совершено его повторное крещение и перерукоположение. Возглавляемые им приходы сохранили статус Экзархата.
17 июня 1978 года архимандрит Иоанн был пострижен в великую схиму с наречением имени Гавриил, а 18 июня — рукоположён во «епископа Лиссабонского, Экзарха флоринитского Синода церкви ИПХ Греции в Португалии».
В 1984 году совместно с Синодом «архиепископа» Авксентия (Пастраса), «епископ» Гавриил рукоположил для своего экзархата четырёх епископов.

### Митрополия Западной Европы «Флоринского синода»
27 сентября 1984 года решением иерархов флоринитского Синода была учреждена автономная «митрополия Западной Европы», которую возглавил Гавриил (Роша), который был возведён в сан митрополита «Лиссабонского и Португальского», первоиерарха «Православной церкви Португалии» с правом ношения белого клобука.
В 1985 году отношения митрополита Гавриила с иерархами флоринитского Синода резко обострились, одной из причин чего было несогласие митрополита Гавриила с учением греков-старостильников об отсутствии благодати у перешедших на новоюлианский календарь церквей и у тех, кто находится в общении с ними. Этот конфликт привёл к отделению «митрополии Западной Европы» от «Флоринского синода».

### Митрополия Западной Европы. Самостоятельное существование
В том же 1985 году «Митрополия Западной Европы» обратилась с предложением о присоединении к другой неканонической греческой старостильной юрисдикции с более терпимой к новостильным церквам эклезиологией — «Синоду Противостоящих», но получив отказ.
Попытки добиться признания от Константинопольского патриархата также окончились ничем.
В 1986 году была основана Бразильская миссия, для которой было рукоположено несколько священников из перешедших в православие бразильцев.
В 1988 году данная юрисдикция начала диалог с Польской православной церковью по вопросу присоединения к ней при условии автономного самоуправления.
В январе 1989 состоялось установление общения с неканонической «Украинской православной церковью США», которое продлилось недолго.
После основательных переговоров со священноначалием Польской православной церкви была достигута договорённость о вхождении возглавляемой Гавриилом (Рошем) юрисдикции в состав Польской православной церкви с предоставлением значительной автономии. При этом, исходя из принципа икономии, все клирики должны быть приняты без перерукоположения.
Часть клириков, включая троих епископов, отвергнувших курс на присоединение к Польской церкви отделилась и образовала неканоническую «Православную автономную митрополию Западной Европы», более известную как «Миланский синод». Данный раскол значительно сократил численность последователей «Православной церкви Португалии».

### Португальская православная церковь в юрисдикции Польской православной церкви
В августе 1990 года Синод Польской православной церкви принял решение принять в общение Православную церковь Португалии. 26 сентября 1990 состоялось торжественное провозглашение церковного единства между двумя Церквями.
18 февраля 1997 года упокоился митрополит Гавриил (Роша), местоблюстителем митрополичьего престола стал старейший по хиротонии иерарх архиепископ Коимбрский и Авеирский Иаков.
8 июня 1997 года на Поместном Соборе «Православной церкви Португалии», новым первоиерархом был избран архиепископ Сельвийский Иоанн (Рибеиро), возведённый в сан митрополита. 15 июня 1997 года состоялась торжественная интронизация, которую возглавил митрополит Варшавский и всея Польши Василий (Дорошкевич).
После того как в 1998 году предстоятелем Польской церкви стал митрополит Савва (Грыцуняк), отношения между Польской и Португальской церквами стали обостряться.

### Уход в раскол
В 2001 году конфликт перерос в раскол: большинство иерархов и рядовых священнослужителей, за исключением двух бразильских епископов и некоторых европейских приходов, вышли из юрисдикции Польской православной церкви и образовали «Кафолическую православную церковь Португалии» (порт. Igreja Católica Ortodoxa de Portugal).
По состоянию на 2007 год по данным самой «Кафолической православной церкви Португалии» в её состав входило 5 епархий (4 в Португалии и 1 в Бразилии), 127 приходов в Португалии, Испании, Бразилии и Африке, 7 монастырей, в которых числилось около двухсот монашествующих. Паства Португальской церкви насчитывает более 60 тысяч верующих португальцев, испанцев, бразильцев, арабов и африканцев.
Данная церковь активно занимается миссионерством, проповедуя среди португалоязычных народов, занимается благотворительностью.

## Епископат
- Гавриил (Роша), митрополит Португальский (18 июня 1978 — 18 февраля 1997)
- Иаков/Тиаго[уточнить], архиепископ Коимбрский и Авеирский (17 марта 1984—2007) на покое, умер в 2022.
- Феодор[уточнить], епископ Эворский и Сетубальский (с 30 сентября 1984)
- Евлогий (Хесслер), епископ Миланский (9 сентября 1984 — сентябрь 1990)
- Григорий (Баколини), епископ Туринский (22 сентября 1984 — сентябрь 1990)
- Вигилий (Санчес Моралес), епископ Парижский (31 октября 1987 — сентябрь 1990)
- Иоанн (Рибейру), архиепископ Сельвийский и Портимайский (14 декабря 1991 — 8 июня 1997), Митрополит Лиссабонский (с 8 июня 1997)
- Хризостом (Муниз Фрейре), епископ Рио-де-Жанейро и Олианда (15 декабря 1991—2001)
- Венедикт/Бенто[уточнить], епископ Порто и Виго, викарий Лиссабонский (до 2007)
- Амвросий (де Альмейда Кубас), епископ Меиндо (20 июня 1998—2001)
- Иосиф[уточнить], епископ Аквитанийский, викарий Лиссабонской епархии (?)
- Дамаскин (Рибейру), епископ Оссонобский, позднее Коимбрский и Авейрский
- Павел[уточнить], епископ Сильвийский и Сетубальский